# Nagyréde
Nagyréde är en ort i Ungern.   Den ligger i provinsen Heves, i den centrala delen av landet, 70 km öster om huvudstaden Budapest. Nagyréde ligger 133 meter över havet och antalet invånare är 3 308.
Terrängen runt Nagyréde är platt åt sydväst, men åt nordost är den kuperad. Runt Nagyréde är det ganska tätbefolkat, med 70 invånare per kvadratkilometer. Närmaste större samhälle är Gyöngyös, 6,3 km öster om Nagyréde. Trakten runt Nagyréde består till största delen av jordbruksmark.